# 音声入力メール
音声入力メール（おんせいにゅうりょくメール）はNTTドコモの携帯電話で、マイクに話しかけた音声を認識し、メール本文を入力できるサービスである。

## 概要
音声入力メールはアドバンスト・メディア社の分散型音声認識DSR技術『AmiVoiceR』を採用し、声によってメール本文を作成するためのネットワークサービスである。当初は携帯電話初心者向けのらくらくホンVから採用され、現在では通常のFOMA端末でも利用が可能となっている。

### 対応端末
- らくらくホンV以降のらくらくホンシリーズ
- 2009年夏以降に発売されたFOMA端末の一部。

詳細は音声入力メール対応機種一覧を参照

### 利用料金
- 基本料金 ：月額210円
- その他にパケット料金が発生する。目安は5秒の通話で84パケット